# (29608) 1998 RP50
A (29608) 1998 RP50 a Naprendszer kisbolygóövében található aszteroida. A LINEAR projekt keretében fedezték fel 1998. szeptember 14-én.